# Agustín Gajate
Agustín Gajate Vidriales (født 23. marts 1958 i San Sebastián, Spanien) er en spansk tidligere fodboldspiller (midterforsvarer).
Gajate tilbragte hele sin aktive karriere, fra 1976 til 1992, hos Real Sociedad i sin fødeby. Han var med til at vinde både to spanske mesterskaber en Copa del Rey-titel og en Super Cup med klubben.

## Titler
La Liga
- 1981 og 1982 med Real Sociedad

Copa del Rey
- 1987 med Real Sociedad

Supercopa de España
- 1982 med Real Sociedad